# Tinagma balteolella
Tinagma balteolella — вид лускокрилих комах родини дугласіїд (Douglasiidae).

## Поширення
Вид поширений в Європі, Марокко та на Близькому Сході. Присутний у фауні України.

## Опис
Розмах крил 8-9 мм.

## Спосіб життя
Личинки живляться на Echium vulgare та Echium biebersteini. Вони мінують стебло рослини.